# Eczacıbaşı Spor Kulübü 2023-2024 (pallavolo femminile)
Questa voce raccoglie le informazioni riguardanti l'Eczacıbaşı Spor Kulübü nelle competizioni ufficiali della stagione 2023-2024.

## Stagione
L'Eczacıbaşı Spor Kulübü utilizza la denominazione sponsorizzata Eczacıbaşı Dynavit nella stagione 2023-24.
Ottiene un terzo posto nella regular season di Sultanlar Ligi, spingendosi fino alla finale scudetto dei play-off, dove viene sconfitto in cinque gare dal Fenerbahçe; perde anche la finale di Coppa di Turchia, sempre contro le giallo-blu.
In ambito internazionale è di scena al campionato mondiale, dove si laurea per la terza volta nella propria storia campione del mondo, vincendo il derby contro il VakıfBank; in Champions League, invece, viene eliminato dopo aver perso il doppio confronto in semifinale con le italiane dell'Imoco.

## Organigramma societario
Area direttiva
- Presidente: Faruk Eczacıbaşı

Area tecnica
- Allenatore: Ferhat Akbaş
- Allenatore in seconda: Przemysław Kawka
- Assistente allenatore: Kaan İncekara
- Scoutman: Mehmet Sönmez

## Rosa
| N° | Nome                | Ruolo | Data di nascita   | Nazionalità sportiva |
| -- | ------------------- | ----- | ----------------- | -------------------- |
| 1  | Tuna Çetinay        | L     | 26 aprile 2002    | Turchia              |
| 2  | Simge Aköz          | L     | 23 aprile 1991    | Turchia              |
| 3  | Tijana Bošković     | O     | 8 marzo 1997      | Serbia               |
| 4  | Beyza Arıcı         | C     | 27 luglio 1995    | Turchia              |
| 7  | Hande Baladın       | S     | 1º settembre 1997 | Turchia              |
| 8  | Yasemin Güveli      | C     | 5 gennaio 1999    | Turchia              |
| 9  | Alexa Gray          | S     | 7 agosto 1994     | Canada               |
| 10 | Yaprak Erkek        | S     | 2 settembre 2001  | Turchia              |
| 11 | Naz Aydemir         | P     | 14 agosto 1990    | Turchia              |
| 12 | Elif Şahin          | P     | 19 gennaio 2001   | Turchia              |
| 15 | Jovana Stevanović   | C     | 30 giugno 1992    | Serbia               |
| 18 | Irina Voronkova     | S     | 20 ottobre 1995   | Russia               |
| 19 | Defne Başyolcu      | O     | 9 agosto 2006     | Turchia              |
| 20 | Martyna Czyrniańska | S     | 13 ottobre 2003   | Polonia              |
| 22 | Cansın Sendir       | P     | 24 luglio 2006    | Turchia              |
| 28 | Yasemin Yıldırım    | C     | 28 gennaio 1995   | Turchia              |
| 88 | Sinead Jack         | C     | 8 novembre 1993   | Turchia              |

## Statistiche

### Statistiche di squadra
| Competizione        | Punti | In casa | In casa | In casa | In trasferta | In trasferta | In trasferta | Totale | Totale | Totale |
| Competizione        | Punti | G       | V       | P       | G            | V            | P            | G      | V      | P      |
| ------------------- | ----- | ------- | ------- | ------- | ------------ | ------------ | ------------ | ------ | ------ | ------ |
| Sultanlar Ligi      | 68    | 16      | 14      | 2       | 17           | 13           | 4            | 33     | 27     | 6      |
| Coppa di Turchia    | -     | 1       | 1       | 0       | 0            | 0            | 0            | 3      | 2      | 1      |
| Champions League    | 12    | 6       | 4       | 2       | 6            | 4            | 2            | 12     | 8      | 4      |
| Campionato mondiale | 6     | -       | -       | -       | -            | -            | -            | 4      | 4      | 0      |
| Totale              | -     | 23      | 19      | 4       | 23           | 17           | 6            | 52     | 41     | 11     |

G = partite giocate; V = partite vinte; P = partite perse

### Statistiche dei giocatori
| Giocatrice     | Campionato | Campionato | Campionato | Campionato | Campionato | Coppa di Turchia | Coppa di Turchia | Coppa di Turchia | Coppa di Turchia | Coppa di Turchia | Champions League | Champions League | Champions League | Champions League | Champions League | Campionato mondiale | Campionato mondiale | Campionato mondiale | Campionato mondiale | Campionato mondiale | Totale | Totale | Totale | Totale | Totale |
| Giocatrice     | P          | PT         | AV         | MV         | BV         | P                | PT               | AV               | MV               | BV               | P                | PT               | AV               | MV               | BV               | P                   | PT                  | AV                  | MV                  | BV                  | P      | PT     | AV     | MV     | BV     |
| -------------- | ---------- | ---------- | ---------- | ---------- | ---------- | ---------------- | ---------------- | ---------------- | ---------------- | ---------------- | ---------------- | ---------------- | ---------------- | ---------------- | ---------------- | ------------------- | ------------------- | ------------------- | ------------------- | ------------------- | ------ | ------ | ------ | ------ | ------ |
| S. Aköz        | 30         | 0          | 0          | 0          | 0          | 3                | 0                | 0                | 0                | 0                | 10               | 0                | 0                | 0                | 0                | 4                   | 0                   | 0                   | 0                   | 0                   | 47     | 0      | 0      | 0      | 0      |
| B. Arıcı       | 29         | 159        | 80         | 61         | 18         | 2                | 2                | 1                | 1                | 0                | 10               | 44               | 24               | 17               | 3                | 4                   | 8                   | 2                   | 3                   | 3                   | 45     | 213    | 107    | 82     | 24     |
| N. Aydemir     | 21         | 48         | 20         | 19         | 9          | 1                | 1                | 0                | 1                | 0                | 11               | 23               | 10               | 9                | 4                | 4                   | 2                   | 1                   | 0                   | 1                   | 37     | 74     | 31     | 29     | 14     |
| H. Baladın     | 31         | 264        | 206        | 42         | 16         | 3                | 46               | 37               | 9                | 0                | 11               | 108              | 88               | 10               | 10               | 4                   | 48                  | 41                  | 6                   | 1                   | 49     | 466    | 372    | 67     | 27     |
| D. Başyolcu    | 5          | 8          | 6          | 0          | 2          | 0                | 0                | 0                | 0                | 0                | 2                | 0                | 0                | 0                | 0                | 1                   | 0                   | 0                   | 0                   | 0                   | 8      | 8      | 6      | 0      | 2      |
| T. Bošković    | 27         | 568        | 493        | 32         | 43         | 3                | 82               | 78               | 0                | 4                | 11               | 259              | 221              | 21               | 17               | 4                   | 90                  | 78                  | 4                   | 8                   | 45     | 999    | 870    | 57     | 72     |
| T. Çetinay     | 21         | 0          | 0          | 0          | 0          | 2                | 0                | 0                | 0                | 0                | 8                | 0                | 0                | 0                | 0                | 2                   | 0                   | 0                   | 0                   | 0                   | 33     | 0      | 0      | 0      | 0      |
| M. Czyrniańska | 5          | 34         | 27         | 5          | 2          | 0                | 0                | 0                | 0                | 0                | 3                | 6                | 5                | 0                | 1                | 2                   | 1                   | 1                   | 0                   | 0                   | 10     | 41     | 33     | 5      | 3      |
| Y. Erkek       | 30         | 84         | 68         | 4          | 12         | 2                | 0                | 0                | 0                | 0                | 11               | 21               | 17               | 2                | 2                | 4                   | 2                   | 2                   | 0                   | 0                   | 47     | 107    | 87     | 6      | 14     |
| A. Gray        | 24         | 227        | 196        | 15         | 16         | 3                | 23               | 20               | 2                | 1                | 11               | 111              | 98               | 7                | 6                | 4                   | 35                  | 33                  | 1                   | 1                   | 42     | 396    | 347    | 25     | 24     |
| Y. Güveli      | 3          | 12         | 8          | 2          | 2          | -                | -                | -                | -                | -                | 0                | 0                | 0                | 0                | 0                | -                   | -                   | -                   | -                   | -                   | 3      | 12     | 8      | 2      | 2      |
| S. Jack        | 24         | 195        | 134        | 44         | 17         | 3                | 23               | 15               | 7                | 1                | 11               | 76               | 51               | 20               | 5                | 4                   | 33                  | 22                  | 11                  | 0                   | 42     | 327    | 222    | 82     | 23     |
| E. Şahin       | 27         | 68         | 34         | 8          | 26         | 3                | 11               | 7                | 3                | 1                | 10               | 21               | 12               | 4                | 6                | 4                   | 9                   | 4                   | 3                   | 2                   | 44     | 109    | 57     | 18     | 35     |
| C. Sendir      | 0          | 0          | 0          | 0          | 0          | 0                | 0                | 0                | 0                | 0                | 0                | 0                | 0                | 0                | 0                | -                   | -                   | -                   | -                   | -                   | 0      | 0      | 0      | 0      | 0      |
| J. Stevanović  | 24         | 116        | 69         | 34         | 13         | 3                | 15               | 6                | 9                | 0                | 11               | 59               | 39               | 12               | 8                | 4                   | 30                  | 16                  | 10                  | 4                   | 42     | 220    | 130    | 65     | 25     |
| I. Voronkova   | 31         | 293        | 237        | 29         | 27         | 3                | 21               | 18               | 2                | 1                | 12               | 83               | 70               | 8                | 5                | 4                   | 38                  | 25                  | 7                   | 6                   | 50     | 435    | 350    | 46     | 39     |
| Y. Yıldırım    | 7          | 20         | 12         | 5          | 3          | 0                | 0                | 0                | 0                | 0                | 2                | 8                | 4                | 2                | 2                | -                   | -                   | -                   | -                   | -                   | 9      | 28     | 16     | 7      | 5      |

P = presenze; PT = punti totali; AV = attacchi vincenti; MV = muri vincenti; BV = battute vincenti